# Кимерша
Кимерша — река в Московской области России, правый приток Лутосни.
Протекает в юго-западном направлении в западной части Дмитровского района, в устьевой части — по границе с Солнечногорским районом.
На карте Московской губернии 1860 года Ф. Ф. Шуберта и в «Каталоге рек и озёр Московской губернии» 1926 года И. А. Здановского — Кимеша.
Длина — 11 км. Питание в основном происходит за счёт талых снеговых вод. Замерзает в середине ноября, вскрывается в середине апреля:7—8.
Берёт начало у деревни Малыгино, западнее Дмитровского испытательного полигона, впадает в Лутосню в 4 км северо-западнее села Подъячево. Протекает в густых берёзово-еловых лесах, извиваясь между моренными холмами, часто меняя направление и чередуя плёсы с каменистыми перекатами.
У деревни Клусово пересекается с автодорогой Р113, удалена от железных дорог.